# Unteres Broichbachtal südlich Noppenberg
Das Naturschutzgebiet Unteres Broichbachtal südlich Noppenberg liegt auf dem Gebiet der Städte Alsdorf und Herzogenrath in der Städteregion Aachen in Nordrhein-Westfalen.

## Lage
Das Gebiet erstreckt sich westlich der Kernstadt Alsdorf, östlich der Kernstadt Herzogenrath und südlich des Herzogenrather Stadtteils Noppenberg entlang des Broicher Baches. Südwestlich des Gebietes erstreckt sich das 42,0 ha große Naturschutzgebiet (NSG) Ehemalige Braunkohlentagebau bzw. ehemalige Deponie Maria-Theresia westlich Herzogenrath, nördlich das 100,7 ha große NSG Bergehalden Noppenberg und Nordstern und nordöstlich das 35,5 ha große NSG Bergehalde Anna II. Östlich verläuft die B 57 und nördlich die Landesstraße L 47.

## Bedeutung
Das etwa 51,8 ha große Gebiet wurde im Jahr 1977 unter der Schlüsselnummer ACK-005 unter Naturschutz gestellt. Schutzziel ist die Erhaltung naturnaher Bachtäler mit Feuchtbrachen, Sumpfgebieten, Röhrichten, Großseggenriedern und mit seggen- und binsenreichen Feuchtbrachen.